# Umm-Ruman
Umm-Ruman Zàynab bint Àmir al-Kinaniyya (àrab: أم رومان زينب بنت عامر الكنانية, Umm Rūmān Zaynab bint ʿĀmir al-Kināniyya), més coneguda simplement com a Umm-Ruman al-Kinaniyya o Umm-Ruman (? - 628), va ser una de les companyes del profeta Muhàmmad de la tribu de Kinana. Fou la segona esposa d'Abu-Bakr as-Siddiq i la mare d'Àïxa bint Abi-Bakr, l'esposa favorita del Profeta.

## Biografia
Umm-Ruman va néixer a les Muntanyes Sarat d'Aràbia. Es va casar amb un jove de la seva tribu anomenat Abd-Al·lah ibn al-Hàrith, amb qui va tenir tres fills, Tufayl, Asmà i Abd-Al·lah.
En algun moment, Umm-Ruman i la seva família es van traslladar a viure a la Meca, on el seu marit va esdevenir company d'Abu-Bakr as-Siddiq, qui al seu torn estava casat amb Qutayla bint Abd-al-Uzza. Al cap de poc, Umm-Ruman es va quedar vídua i sola. En veure la seva precària situació, Abu-Bakr es va casar amb ella. Amb Abu-Bakr va tenir dos fills, Àïxa bint Abi-Bakr i Abd-ar-Rahman ibn Abi-Bakr.